# Amomek szydlasty

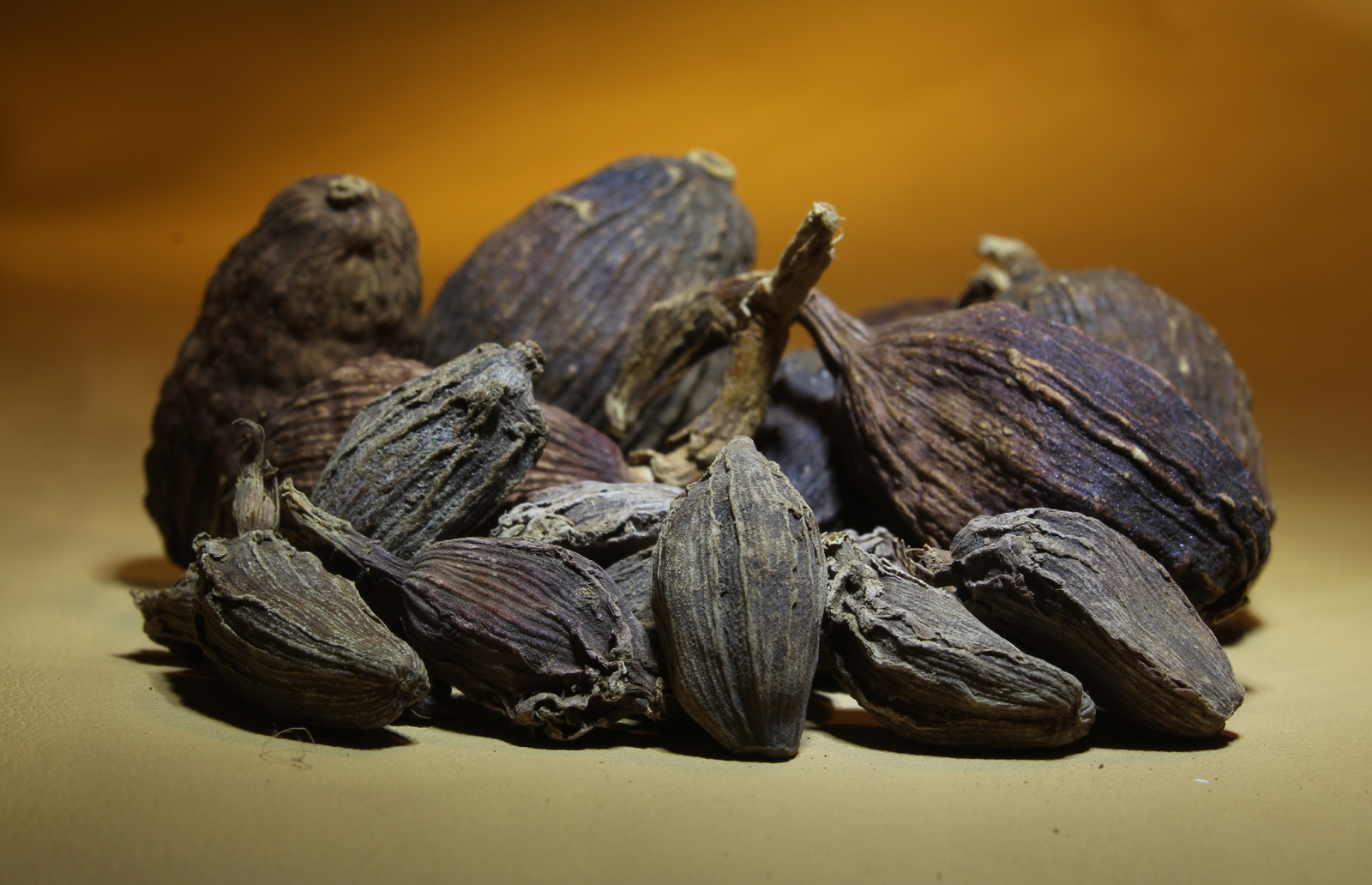
Owoce

Amomek szydlasty, zwany także kardamonem indyjskim, czarnym, górskim, brązowym, nepalskim lub skrzydlatym (Amomum subulatum Roxb.) – gatunek byliny należący do rodziny imbirowatych. Naturalnie występuje na zboczach Himalajów, w indyjskim Sikkimie oraz w Nepalu, w gorących, wilgotnych, zacienionych lasach tropikalnych, zwykle w pobliżu górskich strumieni, w temperaturach od 10–35 °C i na wysokości od 700 do 1500 m n.p.m.

## Morfologia
Jest to wysoka (1,5–3 m), wiecznie zielona roślina o tęgich, błyszczących, wąskich blaszkach liściowych i czerwonawych ogonkach. Na czerwonobrązowych kłączach rozwijają się żółte lub białe kwiaty, z których powstają owoce zawierające nasiona.

## Zastosowanie
Owoce zbierane późną jesienią, używane są jako przyprawa. Od kardamonu zielonego (uważanego za właściwy kardamon, a reprezentującego odrębny rodzaj roślin imbirowatych) różni się smakiem – ma lekko dymny posmak i bardziej wyrazisty, kamforowy aromat. Kardamon czarny uprawia się w Azji od blisko 5 tysięcy lat, uważany za najstarszą używaną przyprawę na świecie i nazywany królową przypraw. Indie są jednym z największych producentów i eksporterów kardamonu, zbierając 3500–4000 ton rocznie, ponadto jego uprawa prowadzona jest także przez Nepal i Bhutan. Kardamon jest zbierany ręcznie i jest 3. najdroższą przyprawą świata po szafranie i wanilii. W klimacie umiarkowanym gatunek uprawiany jest w warunkach szklarniowych. 
Tradycyjnie stosowany jest w kuchni indyjskiej, pakistańskiej, nepalskiej, wietnamskiej oraz chińskiego Syczuanu do dań warzywnych i mięsnych. Strąki czarnego kardamonu tradycyjnie suszy się przy otwartym ogniu, co nadaje im bardziej intensywnego smaku i aromatu. Kardamon nepalski jest niezastąpionym składnikiem mieszanki przypraw garam masala. 
Chińska medycyna tradycyjna wykorzystuje czarny kardamon jako środek na zaburzenia układu pokarmowego, a wywar z kłączy rośliny na żółtaczkę. Stosowany jest również jako środek wspomagający trawienie. Wśród mieszkańców Indii i Nepalu występuje zwyczaj żucia nasion po posiłku w celu pozbycia się nieprzyjemnego zapachu z ust. Badania potwierdziły wpływ czarnego kardamonu na poziom cholesterolu i obniżenie ciśnienia tętniczego. 
Prace Aulusa Corneliusa Celsusa wskazują, że kardamon czarny mógł być importowany na teren imperium rzymskiego. Naukowy opis gatunku przeprowadził szkocki chirurg i botanik William Roxburgh, który prowadził badania na zlecenie Brytyjskiej Kompanii Wschodnioindyjskiej. 